# 栃木県立馬頭高等学校
栃木県立馬頭高等学校（とちぎけんりつばとうこうとうがっこう）は、栃木県那須郡那珂川町馬頭にある高等学校。略称は「馬高（ばこう）」

## 設置学科
- 普通科
- 水産科

## 所在地
- 栃木県那須郡那珂川町馬頭1299-2

## 著名な出身者
- 福島鋳郎 - 出版史研究家・雑誌蒐集家
- 嶋均三 - タレント・方言作家
- ちゃんねる鰐 - 日本の男性youtuber

## 沿革
- 1946年 栃木県立馬頭農学校として創立
- 1948年 栃木県馬頭農業高等学校と改称
- 1949年 栃木県立馬頭高等学校と改称、農業科、普通科を設置
- 1960年 家庭科を設置（のち家政科に名称変更）
- 1972年 水産科を設置
- 1988年 家政科を閉科
- 1991年 農業科を閉科

## 交通
出典

### 車利用
- 常磐自動車道那珂インターチェンジから60分（那珂川町方面）
- 東北自動車道宇都宮インターチェンジから60分・矢板インターチェンジから50分（那珂川町方面）
- さくら市氏家市街から国道4号～国道293号経由で約30km（喜連川、那珂川町方面）

### 公共交通機関利用
- 氏家駅から関東自動車バス乗車、「馬頭高校前」下車
- 西那須野駅から関東自動車バス乗車、「馬頭高校前」下車
- 烏山駅から那珂川町コミュニティバス乗車、「馬頭高校前」下車